# عمر عبد الله كامل
عمر بن عبد الله بن محمد بن إبراهيم كامل السندي (1371 - 1436 هـ/ 1952 - 2015 م) كاتب ومؤلف ومفكر إسلامي يوصف بتميزه بالوسطية والاعتدال، له عدة بحوث ومؤلفات ودراسات ومقالات صحفية إسلامية واقتصادية، وشارك في العديد من الندوات والمؤتمرات العلمية المحلية والعربية والعالمية. وهو شقيق رجل الأعمال صالح عبد الله كامل، ووالدته السيدة فاطمة ناقرو (ت: 1421هـ) من بيت مكّي شهير. وهو من الكتّاب والمفكرين الذين تحدثوا عن الخوارج، وعن ضوابط إنكار المنكر، وغيرها من المسائل. ويحمل درجة الدكتوراه في تخصص الشريعة وأصول الفقه من جامعة الأزهر في مصر. ولديه أيضاً دكتوراه في الدراسات الإسلامية، حصل عليها من جامعة كراتشي في جمهورية باكستان، إضافة إلى إعداد رسالة لنيل درجة الدكتوراه في الاقتصاد الإسلامي، من جامعة ويلز في المملكة المتحدة. ومن مشايخه: حسن بن محمد المشاط، ومحمد نور سيف بن هلال، وإسحاق بن عقيل عزوز، ومحمد بن أمين الكتبي، ومحمد متولي الشعراوي، ومنظور حسين السندي (شيخ الطريقة النقشبندية في باكستان)، وعبد القادر بن أحمد السقاف، ومحمد بن علوي المالكي. ومن مؤلفاته: «كلمة هادئة في بيان خطأ التقسيم الثلاثي للتوحيد»، و«التحذير من المجازفة في التكفير»، و«مختصر شرح العقيدة الطحاوية»، و«تيسير علم العقيدة»، و«نقض قواعد التشبيه»، و«الموجز المفيد من تحفة المريد»، و«تهذيب واختصار شروح السنوسية (أم البراهين)».

## وصلات خارجية
- الموقع الرسمي للدكتور عمر عبد الله كامل
- صفحته على موقع «جودريدز»
- الأزهر ينعي الشيخ عمر عبد الله كامل أكبر داعم للمشيخة
- Innalillahi… Dunia Islam berduka, Ulama Ahlussunnah Dr. Umar Kamil Berpulang نسخة محفوظة 27 يونيو 2020 على موقع واي باك مشين.
- Innalillahi, Syeikh Umar Abdullah Kamil Ulama Penulis Kitab "Dialog Santai" Telah Wafat